# Макуквіно малий
Макуквіно малий (Merulaxis ater) — вид горобцеподібних птахів родини галітових (Rhinocryptidae).

## Поширення
Ендемік Бразилії. Поширений уздовж південно-східного узбережжя у штатах Баїя, Еспіріту-Санту, Ріо-де-Жанейро, Сан-Паулу, Парана і Санта-Катарина. Мешкає в атлантичному лісі на висотах від 400 до 1500 м над рівнем моря.

## Опис
Це невеликий співочий птах завдовжки близько 18,5 см. Вид демонструє певний статевий диморфізм. Самець в основному блакитно-сланцевий з рудими крупом і боками, а також світло-коричневим хвостом. У самиці верхня частина тіла сіра, а низ рудий. Обидві статі мають довгий хвіст і червонуваті ноги. Крім того, представники обох статей мають пучок жорсткого загостреного пір’я між верхньою частиною дзьоба та чолом. Ймовірно, що цей чубчик виконує тактильну функцію, наприклад, коли шукає здобич під сухим листям.